# Balázs Győrffy
Balázs Győrffy (ur. 21 kwietnia 1979 w Pápie) – węgierski polityk, rolnik i samorządowiec, poseł do Zgromadzenia Narodowego, deputowany do Parlamentu Europejskiego X kadencji.

## Życiorys
Ukończył studia ekonomiczne na Uniwersytecie w Peczu. Był urzędnikiem biura do spraw rolnictwa i rozwoju wsi w mieście Veszprém. Zajął się prowadzeniem rodzinnego gospodarstwa rolnego. Został też nauczycielem akademickim na macierzystej uczelni oraz na Uniwersytecie Świętego Stefana, a także pastorem Węgierskiego Kościoła Reformowanego. Działacz organizacji rolniczych i spółdzielczych. W 2007 stanął na czele zrzeszenia rolników w komitacie Veszprém, a w 2009 objął funkcję wiceprzewodniczącego węgierskiej federacji organizacji i spółdzielni rolniczych MAGOSZ. W 2013 powołany na prezesa Węgierskiej Izby Rolniczej (NAK).
Zaangażował się również w działalność polityczną w ramach Fideszu. W latach 2006–2014 pełnił funkcję burmistrza miejscowości Nemesgörzsöny. W wyborach krajowych w 2010 po raz pierwszy uzyskał mandat posła do Zgromadzenia Narodowego. Z powodzeniem ubiegał się o reelekcję w 2014, 2018 i 2022. W 2024 został natomiast wybrany do Europarlamentu X kadencji.
Wkrótce po jej rozpoczęciu zrezygnował z funkcji publicznych i członkostwa w Fideszu. Doszło do tego po tym, jak ujawniono, że w trakcie kłótni pod wpływem alkoholu miał się agresywnie zachowywać wobec kobiety. Jego mandat europosła wygasł na początku kolejnego miesiąca.